# 光和夫人
光和夫人（韓語：광화부인；?—?），又作光義夫人，金氏，一说朴氏，新羅第45代君主神武王金祐徵的女儿，第48代君主景文王金膺廉的母亲。
光和夫人是神武王金祐徵之女，嫁给僖康王的儿子金启明，生下儿子金膺廉。金膺廉后来成为光和夫人叔叔、神武王弟弟宪安王金谊靖的女婿。861年（宪安王五年、唐懿宗咸通二年），宪安王去世，金膺廉即位，是为景文王。866年（景文王六年、咸通七年）正月，封金启明爲懿恭大王，母光和夫人爲光懿王太后，夫人金氏爲文懿王妃，立王子晸爲王太子。

## 家族
- 父亲：神武王金祐徵
- 母亲：貞繼夫人
  - 兄弟：文圣王金庆膺
  - 丈夫：金启明
    - 儿子：景文王金膺廉
      - 孙子：宪康王金晸
      - 孙子：定康王金晃
      - 孙女：真圣女王金曼

    - 儿子：金魏弘